# オニグモ属
オニグモ属 Araneus は、クモ目コガネグモ科に含まれる分類群の一つ。動物の属では最古参で当初はすべてのクモを擁していた。円網を張る大型種を主体とする多様で雑多な一属である。

## 概要
オニグモ属は非常に多くの種を含んでいる。
典型的には、たとえば日本のオニグモという種は雌で体長30mmに達する大型種で、典型的な垂直円網を張る。頭胸部より腹部が大きく、特に腹部の前の両側が左右に張り、その上に隆起があっていかり肩のようにも見える。歩脚はかなり長くて太く、多数の棘が並んでいる。このクモは円網を張るクモの、大型で厳つい方の典型であり、類似の大型種はヤマオニグモやイシサワオニグモなど、他に幾つか挙げられる。これはヨーロッパでも似たようなもので、ニワオニグモやキバナオニグモなど、やはり大型でごつい体格の、垂直円網を張る種が古くからよく知られていた。これがオニグモ属のものである。同時に、この類はコガネグモ科の一つの典型でもある。
ところが、実際には類似するクモは中型から小型の種にも多数ある。それらの研究が進むうちに、オニグモ属の内容は次第に増加し、同時に雑多になっていった。当然ながらそれらを整理し、仕分ける試みも行われているが、2009年段階でも640種がこの属に含められ、今後の整理と検討が求められている。

## 特徴
上記のようにこの属はコガネグモ科の標準的なものがとりあえず放り込まれる場になっており、明確な特徴を取り上げるのは難しい。
一応、コガネグモ科の中で以下のような特徴でくくられた群ではある。
- 眼の配列では、前後列とも、両中眼間が両中側眼間より狭い。
- 雌成体に於いて、腹部は頭胸部よりはっきりと幅広く、大遅中央より前で幅が最大、腹部前方左右の張り出した部分がある程度張る。
- 典型的な垂直円網か、それからさほど変わらない網を張る。

腹部の形も様々で、オニグモでは腹部の前の方が肩状に左右に張り、その上に円錐形の肩突起が明瞭にある。イシサワオニグモやニワオニグモでは腹部はやや縦長で肩突起はさほどはっきりしない。さらにアカオニグモ等では腹部は前方がやや幅広い卵形で、肩状の部分はほとんどない。アオオニグモなど小さな種でも肩状の部分ははっきりしないものが多い。ハラビロミドリオニグモは腹部の横幅が広く、またつやつやしいためにトリノフンダマシ属のように見える。
腹部背面は前方が高く、後方に低くなるものが多いが、カラオニグモなどでは後端がやや高く突き出すようになっている。かつてこの属に含めたトガリオニグモはこの部分が腹部後端を越えて突き出す。
色彩は褐色系が多いが、赤や緑の色を顕すものもある。斑紋としては両側に波状の模様が出る、いわゆる葉状斑が出るものが多いが、全く見取れないものもある。
もっともこれに近縁なのはタカネオニグモ属とのことであるが、ヒメオニグモ属との間も近縁で、区別がややこしい。コゲチャオニグモやヘリジロオニグモなどはこの両属を何度か行き来している。
なお、雄成虫は雌に比べて非常に小さく、印象が大きく異なる例が多い。

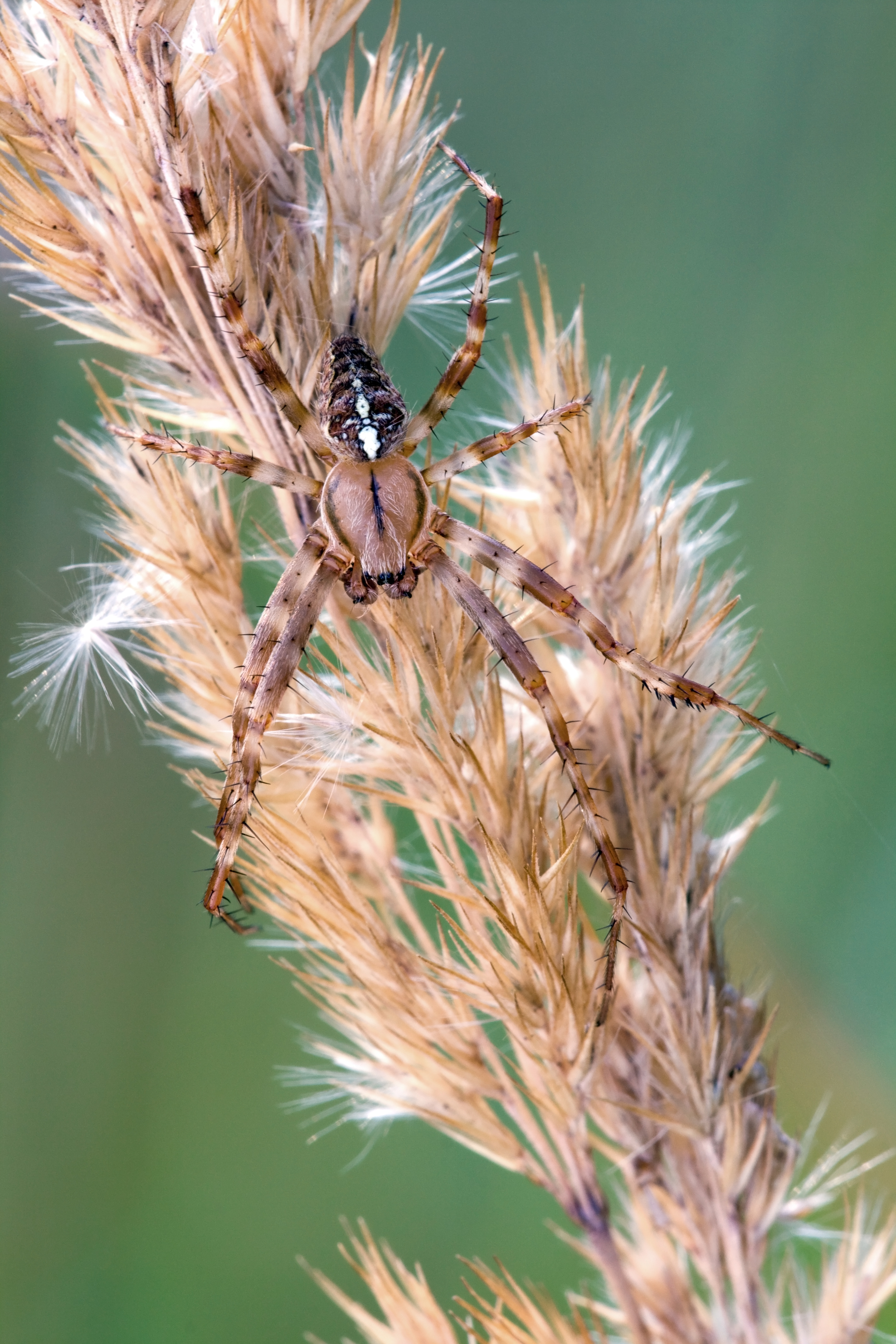
ニワオニグモの雄

## 生態など
いずれも垂直円網を張る造網性の種である。ただし、網の扱いに関しては様々である。
日本のオニグモは夕方から網を張り、朝には網を畳み、昼間は糸を貼り合わせて作った居住のための巣とは言えない程度の場に止まる。ただし地域によって差があり、朝になっても網を畳まない例もある。他方、昼間にも網を張り、その真ん中にいる種もある。
クモが網にいるときは、網の中心に、頭を下にして定位する。8本の歩脚は緩やかに前後にのばす。
アオオニグモなどでは、昼間も網を張っているが、クモは網の中央におらず、枠糸の一端に繋がる葉を巻いて巣とし、そこに潜む。

## 分類
日本には32種ばかりがこの属の元に置かれている。恐らくそのうちのある程度の数が将来は別属に移される可能性がある。
オニグモは日本各地に見られる大型種で、似たものにヤエンオニグモ、ヤマオニグモなどがある。ニワオニグモ、キバナオニグモなどはヨーロッパでは普通に見られる大型種で、日本では主に北海道に生息する。
アオオニグモ、ヌサオニグモなどはせいぜい10mmほどの中型種として各地でよく見られる。森林の林縁部の枝の間に円網を張っていることが多い。マメオニグモなどは5mm程度の小型の種で、枝先や草の間に円網を張っているが、なかなか目につかない。
以下に日本産の種を列記する。世界の種についてはこの項を参照のこと。
- オオクマヤミイロオニグモ　Araneus acusisetus Zhu & Song
- チュラオニグモ　Araneus amabilis Tanikawa
- キタマメオニグモ　Araneus borealis Tanikawa
- キタグニオニグモ　Araneus boreus Uyemura & Yaginuma
- ニワオニグモ　Araneus diadematus Clerck
- ヌサオニグモ　Araneus ejusmodi Bösenberg & Strand
- ホシマメオニグモ　Araneus hoshi Tanikawa
- イリオモテオニグモ　Araneus iriomotensis Tanikawa
- イシサワオニグモ　Araneus ishisawai Kishida
- コミオニグモ　Araneus komi Tanikawa
- ヤエンオニグモ　Araneus macacus Uyemura
- キバナオニグモ　Araneus marmoreus Clerck
- ビジョオニグモ　Araneus mitificus (Simon)
- マメオニグモ　Araneus nojimai Tanikawa
- オガタオニグモ　Araneus ogatai Tanikawa
- アオオニグモ　Araneus pentagrammicus (Karsch)
- アカオニグモ　Araneus pinguis (Karsch)
- マルコブオニグモ　Araneus rotundicornis Yaginuma
- リュウキュウオニグモ　Araneus ryukyuanus Tanikawa
- コケオニグモ　Araneus seminiger (L. Koch)
- ツノオニグモ　Araneus stella (Karsch)
- カラオニグモ　Araneus tsurusakii Tanikawa
- ヤマオニグモ　Araneus uyemurai Yaginuma
- ニシキオニグモ　Araneus variegatus Yaginuma
- オニグモ　Araneus ventricosus (L. Koch)
- ハラビロミドリオニグモ　Araneus viridiventris Yaginuma
- ヤスダヒメオニグモ　Araneus yasudai Tanikawa